# Esquilo-terrestre
Os esquilos terrestres pertencem a tribo Marmotini. Os esquilos terrestres são diurnos e fazem túneis de baixo do solo onde constróem os seus ninhos, estando para isso fisicamente adaptados. São animais com patas desenvolvidas para escavar, orelhas pequenas que permitem maior liberdade de movimento nos túneis, e como não necessitam de se equilibrar, a cauda é mais curta. A grande maioria das espécies de esquilos terrestres vivem em colônias e cada membro do grupo tem um papel a desempenhar, o que faz desta família a mais inteligente de todos os esquilos. Como espécies terrestres pode-se encontrar o cão-da-pradaria (Cynomys), esquilo-terrestre-de-richardson (Spermophilus richardsonii), esquilo-siberiano (Tamias sibiricus), marmota (Marmota), etc.

## Gêneros
- Ammospermophilus
- Spermophilus
- Cynomys
- Marmota
- Tamias
- Sciurotamias
- Atlantoxerus